# گمینا دانبروونو
گمینا دانبروونو (به لهستانی:  Gmina Dąbrówno) یک گمینا در لهستان است که در شهرستان اوسترودا واقع شده‌است. گمینا دانبروونو ۱۶۵٫۳۷ کیلومتر مربع مساحت و ۴٬۳۶۹ نفر جمعیت دارد.